# Кинотеатры Могилёва

Кинотеатры в Могилёве существуют с 1909 года. На 2020 год в Могилёве работало 6 кинотеатров, из которых 4 подконтрольны государственной структуре Могилевское областное производственное унитарное предприятие «Киновидеопрокат».

## История
Первый киносеанс в Могилёве состоялся в августе 1903 года в городском театре. К 1909 году в городе работало 2 синематографа: электробиоскоп Сквирского и электро-театр «Модерн». В том же году в специально построенном для демонстрации кинофильмов здании на Днепровском проспекте, 42 (сейчас – ул. Первомайская) был открыт электробиограф «Чары». После реконструкции в декабре 1930 года на его месте открылся  кинотеатр «Чырвоная Зорка», в котором впервые в Могилёве было показано звуковое кино.
В 1938 году было начато строительство кинотеатра «Родина», его открытие состоялось 6 ноября 1939 года. Разрушен во время войны, восстановлен в 1944 году.
Во время Второй мировой войны кинотеатр «Чырвоная Зорка» (в это время назывался «Луч») был разрушен. Был восстановлен в 1948 году, а в 1954 году прошла его реконструкция.
В 1958 году был открыт кинотеатр «Смена» (сейчас реконструирован в православный храм преподобного Серафима Соровского).
1 октября 1963 года на проспекте Пушкина открылся кинотеатр «Космос» с двумя широкоэкранными зрительными залами на 265 мест каждый.  В 1987 году он был реконструирован.
В 1969 году открылся кинотеатр «Октябрь».
В 1972 году прошла реконструкция кинотеатра «Родина». С 1971 по 1983 годы на 2 этаже здания кинотеатра «Родина» функционировал детский кинотеатр «Пионер».
15 февраля 1989 года на ул. Островского открылся кинотеатр «Ветразь» с двумя зрительными залами – на 300 и 200 (для показа стереокино) мест.
В 2005 году прошла очередная реконструкция кинотеатра «Чырвоная Зорка». А в 2010 году на 2 этаже кинотеатра был открыт Зал истории кино.
В 2007 году в кинотеатре «Родина» была установлена система цифрового звука Dolby Digital. В 2008 году реконструирован кинотеатр «Октябрь».
С 2011 года появилась возможность показа фильмов в формате 3D в кинотеатрах «Октябрь» и «Родина», а с 2014 года в кинотеатре «Ветразь».
В сентябре 2019 года в ТЦ «Атриум» открылся частный 5-зальный кинотеатр StarLight Cinema.
В апреле 2020 года из-за пандемии коронавируса приостановили работу частные кинотеатры StarLight Cinema (возобновил работу в августе 2020 года) и «Октябрь» (возобновил работу в сентябре 2020 года, но в 2021 году вновь закрылся).

## Список кинотеатров
В списке представлены действующие, закрытые и будущие кинотеатры Могилёва. Они располагаются в алфавитном порядке.
Таблица:
- Название — название кинотеатра;
- Открыт — дата открытия кинотеатра;
- Закрыт — дата закрытия для недействующих кинотеатров;
- Архитекторы — имя и фамилия архитекторов;
- Адрес — адрес, где находится или находился кинотеатр;
- Примечания — дополнительные пояснения;
- Ссылки — источники;

### Действующие
Цветом выделены временно закрытые кинотеатры
| Название         | Открыт    | Архитекторы    | Адрес                | Изображение | Примечания | Ссылки       |
| ---------------- | --------- | -------------- | -------------------- | ----------- | --- | ------------ |
| StarLight Cinema | 2019      |                | ул. Первомайская, 57 |             | 5-зальный кинотеатр в ТЦ «Атриум» на 539 мест. | [ 6 ] [ 7 ]  |
| Ветразь          | 1989      | С. Л. Воронцов | ул. Островского, 1   |             | Один кинозал на 215 мест для показа 2D и 3D фильмов. | [ 1 ] [ 8 ]  |
| Космос           | 1963      |                | пр-т Пушкинский, 10  |             | Два кинозала (на 160 и на 156 мест) для показа фильмов в 2D и 3D форматах. | [ 1 ] [ 9 ]  |
| Октябрь          | 1969      | А. Кучеренко   | пр-т Мира, 23        |             | Широкоформатный кинотеатр с залом на 800 мест. | [ 10 ]       |
| Родина           | 1939      | В. Вараксин    | ул. Ленинская, 47    |             | Кинозал на 550 мест для показа 2D и 3D фильмов. | [ 11 ]       |
| Чырвоная Зорка   | 1909 1930 | Э. Лоссер      | ул. Первомайская, 14 |             | Старейший кинотеатр Могилёва с залом на 526 мест для показа 2D и 3D фильмов. До 1930 года – «Чары», в годы Второй мировой войны – «Луч». Здание кинотеатра внесено в Государственный список историко-культурных ценностей Республики Беларусь. | [ 1 ] [ 12 ] |

### Закрытые
| Название                  | Открыт | Закрыт | Архитекторы | Адрес                        | Примечания                                               | Ссылки |
| ------------------------- | ------ | ------ | ----------- | ---------------------------- | -------------------------------------------------------- | ------ |
| Смена                     | 1958   | н/д    |             | ул. Нижняя Карабановская, 88 | Реконструирован в храм Серафима Соровского.              |        |
| Пионер                    | 1971   | 1983   |             | ул. Ленинская, 47            | Детский кинотеатр на 2 этаже здания кинотеатра «Родина». |        |
| Электро-театр «Модерн»    | н/д    | н/д    |             | пр-т Днепровский             |                                                          |        |
| Электробиоскоп Сквирского | н/д    | н/д    |             | ул. Большая Садовая          |                                                          | [ 13 ] |